# Йосеф Гушбауер
Йосеф Гушбауер (чеськ. Josef Hušbauer, нар. 16 березня 1990, Прага) — чеський футболіст, півзахисник кіпрського клубу «Анортосіс».
Виступав, зокрема, за празькі «Спарту» та «Славію», а також національну збірну Чехії.

## Клубна кар'єра
Народився 16 березня 1990 року в місті Прага. Вихованець юнацьких команд «Спарти» (Прага). На професійному рівні почав грати за «Височину» в сезоні 2007/08 у другому чеському дивізіоні.
Влітку 2008 року півзахисник перейшов в клуб «Вікторія» (Жижков) і в його складі дебютував у матчі Вищої ліги. У кінцівці гри з «Вікторією» (Пльзень) футболіст замінив на полі Людека Страцени. За підсумками сезону 2008/09 команда Гушбауера вибула у другий дивізіон, і півзахисник, зігравши 7 матчів у другій лізі, став гравцем «Пршибрама». 21 листопада 2009 року Йосеф Гушбауер забив перший гол у своїй професійній кар'єрі (в ворота Петра Вашека зі «Словацко». У складі «Пршибрама» футболіст відіграв один сезон, забивши 4 голи в 22 зіграних матчах чемпіонату.
Сезон 2010/11 Гушбауер провів у складі остравського «Баніка». Будучи гравцем клубу з Мораво-Сілезького краю, півзахисник дебютував у єврокубках зіграв 4 матчі і забив 1 гол у Лізі Європи.
У липні 2011 року Йосеф Гушбауер перебрався в столичну «Спарту». У складі празького клубу футболіст в сезоні 2013/14 став чемпіоном країни і найкращим бомбардиром чемпіонату. У фіналі кубка Чехії 2013/14, зіграному 17 травня 2014 року, півзахисник зрівняв рахунок на 5-й доданій до другого тайму хвилині. У підсумку «Спарта» здобула перемогу над пльзенською «Вікторією» в серії пенальті.
10 січня 2015 року на правах оренди перейшов у італійський клуб «Кальярі». Термін оренди був розрахований до кінця 2015 року.. Проте в Серії А гравець закріпитись не зумів і зігравши за «Кальярі» всього три матчі в усіх турнірах, влітку повернувся назад в «Спарту».
16 грудня 2015 року підписав 3,5 річний контракт зі столичною «Славією». 2017 року Гушбауер вдруге у своїй кар'єрі виграв титул чемпіона Чехії. Станом на 12 лютого 2018 року відіграв за празьку команду 57 матчів в національному чемпіонаті.

## Виступи за збірні
2005 року дебютував у складі юнацької збірної Чехії, взяв участь у 31 іграх на юнацькому рівні різних віків, починаючи з 16-річного, відзначившись 4 забитими голами.
Протягом 2011—2012 років залучався до складу молодіжної збірної Чехії. У першому ж матчі за молодіжну збірну у відбірковому матчі до чемпіонату Європи проти Андорри) півзахисник, з'явившись на полі у другому таймі замість Владіміра Даріди, забив гол у ворота суперника. Надалі Гушбауер зіграв ще 4 матчі за «молодіжку». На молодіжному рівні зіграв у 5 офіційних матчах, забив 1 гол.
15 серпня 2012 року дебютував в офіційних матчах у складі національної збірної Чехії. У кінцівці товариського матчу зі збірної України Гушбауер змінив на полі Петра Їрачека. 21 травня 2014 року півзахисник забив перший гол за збірну (у ворота фінів з передачі Давида Лімберського).

## Статистика виступів

### Статистика клубних виступів
| Сезон                         | Команда                       | Чемпіонат                     | Чемпіонат | Чемпіонат | Національний кубок | Національний кубок | Національний кубок | Континентальні кубки | Континентальні кубки | Континентальні кубки | altre coppe | altre coppe | altre coppe | Усього | Усього |
| Сезон                         | Команда                       | Ліга                          | Ігор      | Голів     | Ліга               | Ігор               | Голів              | Ліга                 | Ігор                 | Голів                | Ліга        | Ігор        | Голів       | Ігор   | Голів  |
| ----------------------------- | ----------------------------- | ----------------------------- | --------- | --------- | ------------------ | ------------------ | ------------------ | -------------------- | -------------------- | -------------------- | ----------- | ----------- | ----------- | ------ | ------ |
| 2008–09                       | «Вікторія» (Жижков)           | 1Л                            | 16        | 0         | КЧ                 | -                  | -                  |                      | -                    | -                    |             | -           | -           | 16     | 0      |
| 2009                          | «Вікторія» (Жижков)           | 2Л                            | 7         | 0         | КЧ                 | -                  | -                  |                      | -                    | -                    |             | -           | -           | 7      | 0      |
| Усього за «Вікторію» (Жижков) | Усього за «Вікторію» (Жижков) | Усього за «Вікторію» (Жижков) | 23        | 0         |                    | -                  | -                  |                      | -                    | -                    |             | -           | -           | 23     | 0      |
| 2009–10                       | «Пршибрам»                    | 1Л                            | 22        | 4         | КЧ                 | 1                  | 0                  |                      | -                    | -                    |             | -           | -           | 23     | 4      |
| 2010–11                       | «Банік»                       | 1Л                            | 24        | 2         | КЧ                 | -                  | -                  | ЛЄ                   | 4                    | 1                    |             | -           | -           | 28     | 3      |
| 2011                          | «Банік»                       | 1Л                            | 2         | 1         | КЧ                 | -                  | -                  |                      | -                    | -                    |             | -           | -           | 2      | 1      |
| Усього за «Банік»             | Усього за «Банік»             | Усього за «Банік»             | 26        | 3         |                    | -                  | -                  |                      | 4                    | 1                    |             | -           | -           | 30     | 4      |
| 2011                          | «Спарта II» (Прага)           | 2Л                            | 4         | 1         | КЧ                 | 0                  | 0                  | -                    | -                    | -                    |             | -           | -           | 4      | 1      |
| 2011–12                       | «Спарта» (Прага)              | 1Л                            | 21        | 7         | КЧ                 | 7                  | 3                  | EL                   | -                    | -                    |             | -           | -           | 28     | 10     |
| 2012–13                       | «Спарта» (Прага)              | 1Л                            | 26        | 4         | КЧ                 | 6                  | 1                  | EL                   | 11                   | 2                    |             | -           | -           | 43     | 7      |
| 2013–14                       | «Спарта» (Прага)              | 1Л                            | 29        | 18        | КЧ                 | 5                  | 2                  | EL                   | 2                    | 0                    |             | -           | -           | 36     | 20     |
| 2014-15                       | «Спарта» (Прага)              | 1Л                            | 9         | 3         | КЧ                 | 3                  | 2                  | ЛЧ+ЛЄ                | 3+4                  | 0+1                  | СЧ          | 0           | 0           | 19     | 6      |
| 2014–15                       | «Кальярі»                     | A                             | 2         | 0         | КІ                 | 1                  | 0                  |                      | -                    | -                    |             | -           | -           | 3      | 0      |
| 2015–16                       | «Спарта» (Прага)              | 1Л                            | 12        | 1         | КЧ                 | 2                  | 0                  | ЛЧ+ЛЄ                | 1+4                  | 0+1                  | -           | -           | -           | 19     | 2      |
| Усього за Sparta Praga        | Усього за Sparta Praga        | Усього за Sparta Praga        | 97        | 33        |                    | 23                 | 8                  |                      | 25                   | 4                    |             | 0           | 0           | 145    | 45     |
| Усього за кар'єру             | Усього за кар'єру             | Усього за кар'єру             | 174       | 41        |                    | 25                 | 8                  |                      | 29                   | 5                    |             | 0           | 0           | 228    | 54     |

### Статистика виступів за збірну
| Дата       | Місто            | Господарі         | Результат | Гості             | Турнір                               | Голи | Примітки |
| ---------- | ---------------- | ----------------- | --------- | ----------------- | ------------------------------------ | ---- | -------- |
| 15-08-2012 | Львів            | Україна           | 0 – 0     | Чехія             | товариський матч                     | -    | 84'      |
| 08-09-2012 | Копенгаген       | Данія             | 0 – 0     | Чехія             | Відбір до ЧС 2014                    | -    | 89'      |
| 14-08-2013 | Будапешт         | Угорщина          | 1 – 1     | Чехія             | товариський матч                     | -    | 66'      |
| 06-09-2013 | Прага            | Чехія             | 1 – 2     | Вірменія          | Відбір до ЧС 2014                    | -    | 49'      |
| 11-10-2013 | Та-Калі          | Мальта            | 1 – 4     | Чехія             | Відбір до ЧС 2014                    | -    |          |
| 15-10-2013 | Софія            | Болгарія          | 0 – 1     | Чехія             | Відбір до ЧС 2014                    | -    | 90'      |
| 05-03-2014 | Прага            | Чехія             | 2 – 2     | Норвегія          | товариський матч                     | -    | 72'      |
| 21-05-2014 | Гельсінкі        | Фінляндія         | 2 – 2     | Чехія             | товариський матч                     | 1    | 78'      |
| 03-06-2014 | Оломоуць         | Чехія             | 1 – 2     | Австрія           | товариський матч                     | -    | 89'      |
| 22-03-2017 | Усті-над-Лабем   | Чехія             | 3 – 0     | Литва             | товариський матч                     | -    | 51'      |
| 04-09-2017 | Белфаст          | Північна Ірландія | 2 – 0     | Чехія             | Відбір до ЧС 2018                    | -    | 55' 75'  |
| 05-10-2017 | Баку             | Азербайджан       | 1 – 2     | Чехія             | Відбір до ЧС 2018                    | -    | 48'      |
| 08-11-2017 | Доха             | Ісландія          | 1 – 2     | Чехія             | товариський матч                     | -    | 62'      |
| 11-11-2017 | Доха             | Катар             | 0 – 1     | Чехія             | товариський матч                     | -    | 62'      |
| 01-06-2018 | Санкт-Пельтен    | Австралія         | 4 – 0     | Чехія             | товариський матч                     | -    |          |
| 06-06-2018 | Швехат           | Нігерія           | 0 – 1     | Чехія             | товариський матч                     | -    | 65'      |
| 06-09-2018 | Угерске Градіште | Чехія             | 1 – 2     | Україна           | Ліга націй УЄФА 2018-2019 - 1-й етап | -    | 21'      |
| 10-09-2018 | Ростов-на-Дону   | Росія             | 5 – 1     | Чехія             | товариський матч                     | -    | 82'      |
| 07-09-2019 | Приштина         | Косово            | 2 – 1     | Чехія             | Відбір до ЧЄ 2020                    | -    | 72'      |
| 14-10-2019 | Прага            | Чехія             | 2 – 3     | Північна Ірландія | товариський матч                     | -    | 65'      |
| 17-11-2019 | Софія            | Болгарія          | 1 – 0     | Чехія             | Відбір до ЧЄ 2020                    | -    | 71'      |
| Усього     |                  | Матчів            | 21        |                   | Голів                                | 1    |          |

## Титули і досягнення

### Командні
- Чемпіон Чехії (3):

«Спарта» (Прага): 2013–14
«Славія»: 2016–17, 2018–19
- Володар Кубка Чехії (3):

«Спарта» (Прага): 2013-14
«Славія» (Прага): 2017-18, 2018–19
- Володар Суперкубка Чехії (1):

«Спарта» (Прага): 2014
- Володар Кубка Кіпру (1):

«Анортосіс»:  2020-2021

### Особисті
- Найкращий бомбардир чемпіонату Чехії: 2013–14 (18 голів)